# Hot in Herre
Hot in Herre ist ein Song des Rappers Nelly. Er wurde 2002 als zweite Single seines Albums Nellyville veröffentlicht. Produziert wurde der Titel von The Neptunes. Das Stück hielt sich sieben Wochen an der Spitze der amerikanischen Billboard-Charts. Bei den Grammy Awards 2003 wurde der Song in der Kategorie Beste männliche Solodarbietung - Rap ausgezeichnet.

## Inhalt
Der Songtext beschreibt vorwiegend Eindrücke eines ausschweifenden Partylebens. Besonders bekannt wurde die Refrainzeile „It’s gettin’ hot in here / So take off all your clothes“. Die Antwort „I am gettin’ so hot / I wanna take my clothes off“ steuerte die amerikanische Sängerin Dani Stevenson bei. Darüber hinaus enthält der Song Anspielungen auf die insbesondere für ihren Spring-Break-Tourismus bekannte mexikanische Stadt Cancún, die internationale Hotelkette Four Seasons Hotels and Resorts sowie den amerikanischen Basketballspieler Jason Kidd.
Produziert wurde Hot in Herre von dem Produzenten-Duo The Neptunes. Der Song bedient sich eines Samples von Chuck Browns R&B-Hit Bustin’ Loose aus dem Jahr 1979.

## Rezeption

### Rezensionen
VH1 setzte das Stück auf Platz 25 seiner „Liste der besten Songs der 2000er Jahre“. Die Musikzeitschrift Rolling Stone wählte Hot in Herre auf Platz 21 der „Besten Sommersongs aller Zeiten“.

### Charts und Chartplatzierungen
| ChartsChartplatzierungen       | Höchstplatzierung | Wochen |
| ------------------------------ | ----------------- | ------ |
| Deutschland (GfK)              | 8 (18 Wo.)        | 18     |
| Österreich (Ö3)                | 16 (21 Wo.)       | 21     |
| Schweiz (IFPI)                 | 10 (22 Wo.)       | 22     |
| Vereinigte Staaten (Billboard) | 1 (26 Wo.)        | 26     |
| Vereinigtes Königreich (OCC)   | 4 (15 Wo.)        | 15     |

| ChartsJahrescharts (2002)      | Platzierung |
| ------------------------------ | ----------- |
| Deutschland (GfK)              | 39          |
| Schweiz (IFPI)                 | 48          |
| Vereinigte Staaten (Billboard) | 3           |

| ChartsJahrescharts (2000–2009) | Platzierung |
| ------------------------------ | ----------- |
| Vereinigte Staaten (Billboard) | 32          |

### Auszeichnungen für Musikverkäufe
| Land/Region                  | Auszeichnungen für Musikverkäufe (Land/Region, Auszeichnung, Verkäufe) | Verkäufe  |
| ---------------------------- | ---------------------------------------------------------------------- | --------- |
| Australien (ARIA)            | Platin                                                                 | 70.000    |
| Dänemark (IFPI)              | Gold                                                                   | 45.000    |
| Deutschland (BVMI)           | Gold                                                                   | 250.000   |
| Neuseeland (RMNZ)            | Platin                                                                 | 15.000    |
| Vereinigte Staaten (RIAA)    | 2× Platin                                                              | 2.000.000 |
| Vereinigtes Königreich (BPI) | Platin                                                                 | 600.000   |
| Insgesamt                    | 2× Gold · 5× Platin ·                                                  | 2.980.000 |

Hauptartikel: Nelly (Rapper)/Auszeichnungen für Musikverkäufe

## Coverversionen und weitere Verwendungen

### Coverversion von Tiga
2003 wurde der Song vom Elektro- und House-DJ und Musikproduzenten Tiga in Zusammenarbeit mit Scissor-Sisters-Frontsänger Jake Shears gecovert und als Single veröffentlicht. Diese Version des Titels schaffte es in den deutschen Singlecharts bis auf Platz 65. In den Niederlanden erreichte er eine Woche nach Charteintritt Platz 46 und hielt sich insgesamt 7 Wochen in den Charts. In Großbritannien erreichte Hot in Herre ebenfalls Platz 46.
| ChartsChartplatzierungen     | Höchstplatzierung | Wochen |
| ---------------------------- | ----------------- | ------ |
| Deutschland (GfK)            | 65 (3 Wo.)        | 3      |
| Vereinigtes Königreich (OCC) | 46 (2 Wo.)        | 2      |

### Weitere Coverversionen und Verwendungen
Hot in Herre wurde über mehrere Jahre als Einlaufmusik für den amerikanischen American-Football-Spieler Ray Lewis der Baltimore Ravens verwendet. In einem Werbeclip für Pepsi, der anlässlich des Super Bowl XLVI ausgestrahlt wurde, wird Hot in Herre von einem Hofnarr gesungen.
Eine Coverversion der Southern-Rock-Band Widespread Panic wurde 2004 auf deren Album Jackassolantern veröffentlicht. 2005 coverten The BossHoss das Stück auf dem Album Internashville Urban Hymns und 2006 die Stoner-Rock-Band Core auf dem Album Perfect Summer. 2007 erschien eine Hot in Herre-Interpretation der Sängerin Jenny Owen Youngs auf deren nach einer Zeile des Titels betitelten EP The Take Off All Your Clothers EP.
Im Januar 2013 produzierte das Ensemble der amerikanischen Serie Glee in der 4. Staffel ein Mashup von Hot in Herre und dem 1981 erschienenen Titel Centerfold von The J. Geils Band. Das Mashup wurde im Anschluss an die amerikanische Ausstrahlung der Serie auch als Single veröffentlicht.
Die 2012 erschienene computeranimierte Komödie Madagascar 3: Flucht durch Europa zeigt eine Aufführung von Hot in Herre durch die Filmfigur König Julien. Diese Version des Titels ist auch auf dem Soundtrack des Films enthalten. In dem im selben Jahr veröffentlichten amerikanischen Spielfilm Spring Breakers singen die Hauptfiguren das Stück im Flur eines Studentenwohnheims.